# Jonathan Attard
Jonathan Attard, né le 7 mai 1984, est un avocat et homme politique maltais. Il était anciennement journaliste et est ministre de la Justice et de la Réforme du secteur de la construction de Malte depuis mars 2022.

## Éducation
Jonathan Attard obtient un baccalauréat en communication et en études sociales en 2004. Il obtient un baccalauréat en droit en 2011 puis, après cette même année[pas clair], un diplôme de notaire. En 2014, il obtient un doctorat en droit et, un an après, en 2015, il est admis au barreau. Ses recherches pour sa thèse de doctorat portent sur le droit public et sur le thème de la « Responsabilité accrue des parlementaires ». Il obtient tous ses diplômes à l'Université de Malte.

## Carrière professionnelle
Avant sa nomination au poste de ministre, Jonathan Attard travaille comme avocat auprès des tribunaux maltais, se spécialisant principalement dans les domaines juridiques du droit civil, du droit public, du droit immobilier, du droit de l'urbanisme et du droit des sociétés.
En outre, il occupe plusieurs postes dans le secteur public avant sa nomination comme ministre. Il est coordinateur des communications pour le ministère de l'Économie, de l'Investissement et des Petites Entreprises, puis agent de liaison entre ce ministère et Malta Enterprise.
Le gouvernement maltais lui confie des missions, notamment la supervision des réformes législatives telles que les amendements constitutionnels de 2018 et l'introduction du droit de vote pour les jeunes de 16 ans aux élections nationales.
Le 5 juin 2018, il est nommé membre du Comité technique pour l'avancement de la démocratie représentative, conseillant le bureau du Secrétaire parlementaire pour les réformes, la citoyenneté et la simplification des processus administratifs au sein du Cabinet du Premier ministre. Il est aussi chargé de rédiger un projet de loi visant à modifier la Constitution de Malte[évasif].

## Carrière politique
Suite au soutien unanime du groupe parlementaire du Parti travailliste et de l'exécutif national, Jonathan Attard est coopté au Parlement pour la première fois en juillet 2021. Il est élu aux élections générales pour la première fois en mars 2022 à la Chambre des représentants. En novembre 2022, il est nommé membre d'un groupe d'action des ministres de la Justice du Commonwealth.

## Ministre de la Justice
À la suite des élections générales de 2022, Jonathan Attard est nommé ministre de la Justice par le Premier ministre Robert Abela.
Au cours de ses 100 premiers jours au pouvoir, Jonathan Attard dépose une motion au Parlement pour introduire la loi sur le féminicide à Malte. Ce projet de loi franchit toutes les étapes de l'étude en commission après avoir été approuvé à l'unanimité par le Parlement.
En janvier 2024, Jonathan Attard se voit confier la responsabilité de superviser la réforme du secteur de la construction parallèlement à son rôle de ministre de la Justice.